# Гіровоз

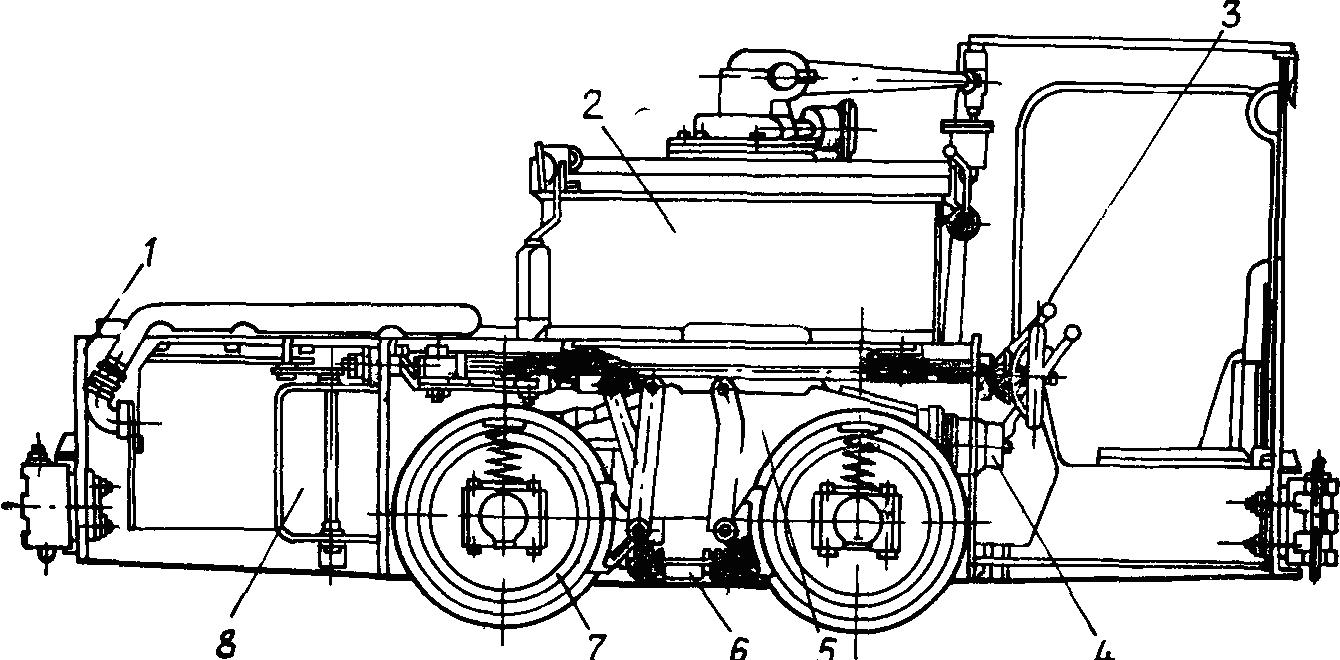
Схема гіровоза: рама 1, маховик 2, пісочна (3) і гальмова (6) системи, механізм переключення швидкостей 4, двоступінчастий редуктор 5, ходова частина 7 і пневматичний двигун 8

Гірово́з (рос. гировоз, англ. inertiatype locomotive, нім. Kreisellokomotive f, Gyrolokomotive f) — локомотив з механічним акумулятором енергії (маховиком).
Застосовується для транспортування вагонеток у шахтах, небезпечних за вибухом пилу і газу.
Гіровози застосовують у Західній Європі з 1940-их років.
Випускають гіровози для колії 550, 575, 600 і 900 мм.
Маса вітчизняного гіровоза[якого?] — 5800 кг, пробіг 1000 м, час зарядки маховика 16 хвилин.
Максимальна сила тяги гіровоза — 1,1х104 Н.
Середня швидкість руху — 1,9 м/с.